# ديفيد مونرو (كاهن كاثوليكي)
ديفيد مونرو هو كاهن كاثوليكي كندي، ولد في 14 أبريل 1941 في فانكوفر في كندا.